# Acacia clandullensis
Acacia clandullensis é uma espécie de leguminosa do gênero Acacia, pertencente à família Fabaceae.